# Blue Rock
Blue Rock es una variedad cultivar de ciruelo (Prunus domestica), de las denominadas ciruelas europeas,
una variedad de ciruela antigua de Reino Unido, cuyos orígenes es una obtención por los viveros "Rivers" en Sawbridgeworth, Herts.
Las frutas tienen un tamaño medio, color de piel azul oscuro, y pulpa de color amarillo verdosa, con una textura de mediana a firme, jugosa, y un sabor de subácida dulce al gusto.

## Historia
'Blue Rock' es una variedad antigua de Inglaterra, cuyos orígenes es una plántula obtenida por los viveros "Rivers" en Sawbridgeworth, Herts. Fructificó por primera vez alrededor de 1880. Recibido por el "National Fruit Trials" ("Probatorio Nacional de Fruta") en 1951.
'Blue Rock' fue descrita por: 1. Can. Exp. Farms Rpt. 423. 1903.
'Blue Rock' está cultivada en diversos bancos de germoplasma de cultivos vivos, tales como en National Fruit Collection (Colección Nacional de Fruta) de Reino Unido con el número de accesión: 1951-337 y Nombre Accesión : Blue Rock.

## Características
'Blue Rock' árbol con una copa abierta y ancha. Auto estéril necesitando un polinizador para su fecundación, tiene un tiempo de floración que comienza a partir del 7 de abril con el 10% de floración, para el 12 de abril tiene una floración completa (80%), y para el 22 de abril tiene un 90% de caída de pétalos.
'Blue Rock' tiene una talla de tamaño medio (peso promedio 19,70 gr), de forma redondeada, una de las valvas ligeramente desigual a la otra, con la sutura bien perceptible; epidermis recubierta de pruina muy abundante, espesa, blanquecina, pubescencia muy abundante por casi todo el fruto, pero sobre todo en el polo pistilar, la piel con color azul oscuro, punteado lenticelar abundante muy menudo; Pedúnculo de longitud medio a largo (promedio de 15,80mm), fuerte, muy pubescente, casi tomentoso, ubicado en una cavidad del pedúnculo de anchura mediana y poca profundidad, medianamente rebajada en la sutura, y menos y más suavemente en el lado opuesto;pulpa de color amarillo verdosa, con una textura de mediana a firme, jugosa, y un sabor de subácida a dulce al gusto.
Hueso semi libre, rara vez libre, de tamaño mediano, elíptico corto, con ligera cresta ventral, con surco dorsal profundo y ancho; surcos laterales poco acusados, y las caras laterales semi-lisas en parte central, rugosas o escabrosas en zona pistilar y con bastantes orificios junto a zona dorsal.
Su tiempo de recogida de cosecha se inicia en la segunda a tercera decena de agosto.

## Usos
La ciruela 'Blue Rock' es una buena ciruela de uso fresco en postre de mesa, y en numerosas aplicaciones de cocina.